# مهندسی محیط زیست

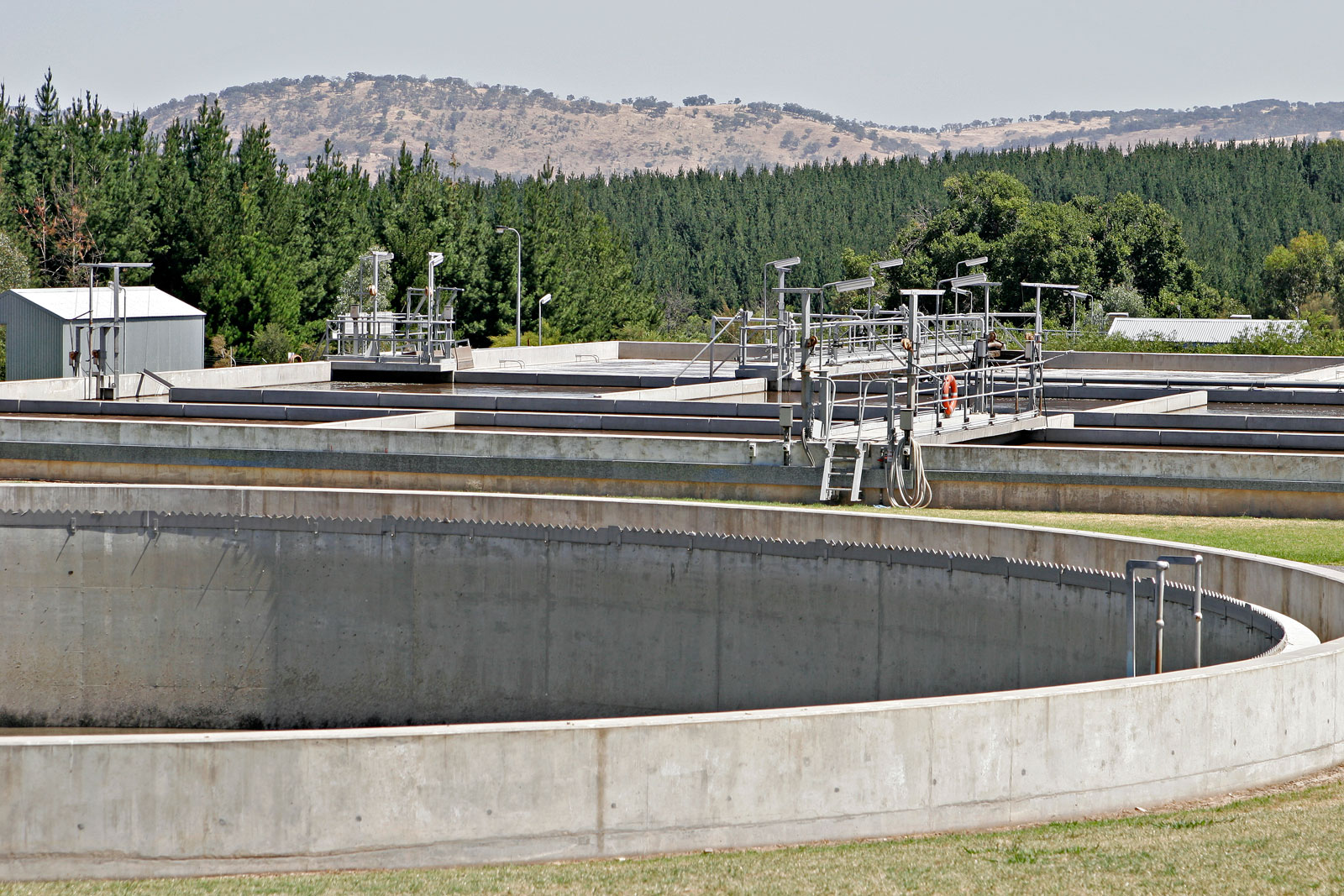
یک تصفیه خانه فاضلاب، استرالیا

مهندسی محیط زیست (به انگلیسی: Environmental engineering) عبارت از کاربرد مجموعه‌ای از علوم و فنون مهندسی در رابطه با مطالعه و ارزیابی شرایط و بهبود و بهسازی محیط زیست می‌باشد. این علوم و فنون در امور اجرائی و ساختمانی در زمینه طرح‌های عمرانی زیربنایی، شهری، صنعتی و مسکونی کاربرد دارند.
تخریب محیط‌های طبیعی و افزایش درصد آلودگی‌های مختلف ناشی از اجرای طرح‌های زیربنائی و صنعتی به‌خصوص در نواحی شهری و روستایی و به مخاطره انداختن منابع طبیعی و انسانی از مواردی است که در کاربرد مهندسی محیط زیست در هر طرح عمرانی مورد توجه قرار می‌گیرد.
مهم‌ترین وظیفه متخصصین این رشته نظارت بر اجرای پروژه‌های زیست‌محیطی است. ازجمله این پروژه‌ها می‌توان به شناخت و کنترل آلودگی آب، خاک و هوا، طراحی تأسیسات آب و فاضلاب شهری و روستایی،کنترل آلودگی‌های حاصل از مواد زائد جامد و برنامه‌ریزی و مدیریت طرح‌های زیست‌محیطی اشاره کرد.

## تاریخچه

### تمدن‌های باستانی
مهندسی محیط زیست نامی است که از ابتدای تمدن بشری کاربرد داشته‌است، زیرا مردم یادگرفتند که تأمین نیازهای خود را با آن کنترل و اصلاح کنند. از آنجا که مردم تشخیص دادند که سلامتی آنها به کیفیت محیط زندگی آنها وابسته است، سیستم‌های زیست محیطی را برای بهبود آن ایجاد کردند. در تمدن باستان دره سند (۳۳۰۰ قبل از میلاد تا ۱۳۰۰ پیش از میلاد)، کنترل پیشرفته ای بر منابع آبی آنها وجود داشته‌است. وجود ساختارهای عمومی مانند چاه، حمام عمومی، مخازن ذخیره آب، سیستم آب آشامیدنی و سیستم جمع‌آوری فاضلاب که در مکان‌های مختلفی دراین منطقه یافت می‌شود، موید این امر است. آنها همچنین دارای یک سیستم آبیاری کانال اولیه بودند که امکان کشاورزی گسترده را برای آنها فراهم می‌کرد.

## آموزش
در بسیاری از دانشگاه‌ها برنامه‌های مهندسی محیط زیست از طریق گروه مهندسی عمران یا مهندسی شیمی و یا پروژه‌های الکترونیکی برای توسعه و ایجاد تعادل در شرایط محیطی ارائه می شوند. تمرکز مهندسان محیط زیست در طرح‌ها و برنامه‌های رسته مهندسی عمران، اساسا بر هیدرولوژی، مدیریت منابع آب، تصفیه زیستی و طراحی تصفیه خانه آب و فاضلاب قرار دارد.